# Zorki Krasnogorsk
Zorki Krasnogorsk (ros. «Зоркий» Красного́рск) – rosyjski klub piłkarski, mający siedzibę w mieście Krasnogorsk w obwodzie moskiewskim.

## Historia
Chronologia nazw:
- 1937: Snajpier Krasnogorsk (ros. «Снайпер» Красного́рск)
- 1948: Zenit Krasnogorsk («Зенит» Красного́рск)
- 1958: Trud Krasnogorsk («Труд» Красного́рск)
- 20.07.1966: Zorki Krasnogorsk («Зоркий» Красного́рск)
- 1993: klub rozwiązano
- 2003: Zorki Krasnogorsk («Зоркий» Красного́рск)
- 26.06.2017: Zorki Krasnogorsk («Зоркий» Красного́рск)

Klub piłkarski Snajpier Krasnogorsk został założony w miejscowości Krasnogorsk w roku 1937. Zespół występował w rozgrywkach lokalnych. W 1948 jako Zenit Krasnogorsk zdobył Puchar obwodu moskiewskiego i w następnym 1949 startował w mistrzostwach Rosyjskiej FSRR. Również brał udział w mistrzostwach w sezonach 1950 i 1951. W 1958 klub zmienił nazwę na Trud Krasnogorsk, a w 20 lipca 1966 przyjął nazwę Zorki Krasnogorsk.
W 1968 zespół debiutował w strefie 9 Klasy B mistrzostw ZSRR, gdzie zajął 8.miejsce. W następnym sezonie awansował na 7.pozycję w grupie. Potem zespół występował w rozgrywkach lokalnych. W latach 1982–1989 ponownie występował w strefie 1 Wtoroj ligi mistrzostw ZSRR. W 1984 zwyciężył w swojej strefie, ale potem w finale 2 zajął ostatnie trzecie miejsce i nie otrzymał promocji do Pierwej ligi. W dodatkowym finale, w którym uczestniczyło 5 rosyjskich drużyn - zwycięzców swoich stref - wywalczył mistrzostwo Rosyjskiej FSRR pośród amatorów.
Po rozpadzie ZSRR i zorganizowaniu się rosyjskich lig, Zorki startował w 1992 w rozgrywkach Amatorskiej Ligi Piłkarskiej (grupa Centrum). Również w 1993 występował wśród zespołów amatorskich, a po zakończeniu sezonu został rozwiązany.
W 2003 klub został odrodzony jako Zorki Krasnogorsk i startował w amatorskich rozgrywkach pucharowych. Od 2004 występował ponownie w mistrzostwach Rosji wśród zespołów amatorskich (grupa Centrum A). W sezonie 2008 zajął drugie miejsce w strefie obwodu moskiewskiego grupy Centrum A. W następnym sezonie 2009 był trzecim w końcowej klasyfikacji. W sezonie 2007/08 debiutował rozgrywkach Pucharu Rosji.
26 czerwca 2017 klub został reorganizowany i w sezonie 2017/18 startował w Drugiej Dywizji, grupie Centrum. Rozgrywa swoje mecze domowe na stadionie Zorki w Krasnogorsku, który może pomieścić 8000 widzów.

## Osiągnięcia
- Puchar ZSRR w piłce nożnej:
  - 1/32 finału: 1987
- Wtoraja liga ZSRR (3. poziom):
  - 2. miejsce: 1985
  - 3. miejsce: 1984 (finał 2)
- Mistrzostwa RFSRR (drużyn niższoligowych):
  - mistrz (1x): 1984